# República Federal da Illa de Arousa
La República Federal de la Illa de Arousa fue un estado independiente declarado el 7 de octubre del año 1934 en la localidad pontevedresa de la Isla de Arosa, siguiendo los pasos de Lluís Companys, quien declaró la independencia del Estado Catalán en octubre de ese mismo año.
Esta condición se mantuvo durante un día, ya que el 8 de octubre los responsables de la sublevación fueron detenidos para ser puestos en libertad días después.

## Precedentes
En el año 1934 estaba presente la Segunda República Española, proclamada el 14 de abril del año 1931. El gobierno de la República, al contrario que en los primeros años de mandato, comenzó una etapa con una mayor represión, alejada del reformismo inicial. Así, las fuertes presiones de las derechas y el intento de recentralización llevaron al estado a una huelga general en toda España. Esta huelga tuvo especial seguimiento en la comunidad minera de Asturias. El 5 de octubre comenzaba la sublevación y los huelguistas comenzaron a ocupar los pueblos y villas de la zona. Se estableció una unión entre todas las fuerzas (obreras, anarquistas, socialistas y comunistas) bajo la consigna UHP (Unión de Hermanos Proletarios).
En Cataluña, la huelga general dio alientos a la izquierda republicana catalana. Así, el 6 de octubre de 1934 el presidente de la Generalidad de Cataluña Lluís Companys proclamó el «Estado Catalán» dentro de la República Federal Española. Estos hechos se conocen con el nombre de hechos del 6 de octubre (Fets del 6 d'octubre).
Al amparo de este descontento social general que llevó a la huelga general, y alentado por la proclamación del Estado Catalán, la Agrupación Local del Partido Socialista de la Isla de Arosa convoca una asamblea sometiendo la votación a celebración de una huelga general para el lunes día 8 de octubre, especialmente como protesta por las condiciones de trabajo que se daban en las empresas conserveras locales. Esta huelga fue, probablemente, el inicio de la proclamación de independencia de la República de la Illa.

## Proclamación de la independencia
Al fragor de las protestas de la huelga general de los anteriores días, el 7 de octubre se proclama la independencia de la Isla de Arosa. La asamblea donde se proclamó la independencia tuvo lugar en la taberna local El Nicho. Además de declarar como presidente a Santiago Otero Pouso “Pajares”, se nombraron responsables de Justicia (Andrés Mougán Cores “Tormenta"), Gobernación (Manuel Iglesias Dios), Hacienda (Demetrio Ramos Lojo) y Cultura (Luis de Saa Bravo).
En esa madrugada (del 7 al 8 de octubre) estalló una bomba en la villa, lo que provocó que los guardias de asalto desembarcaran en la Illa unas horas después. Los guardias detuvieron a varias personas en la operación. Al día siguiente, 9 de octubre, tuvo lugar otra detonación, y las autoridades llevaron detenidas a nueve personas, entre ellas al presidente Santiago Otero. Fueron puestos en libertad a los pocos días.

## Consecuencias
Unos meses después, fueron juzgados en la Escuela Naval de Marín en un consejo de guerra y acusados de un delito de sedición, mas fueron absueltos.
Sin embargo, tras el golpe de Estado de 1936 las fuerzas franquistas tomaron rápidamente la mayor parte de Galicia, fusilando la gran parte de las fuerzas de izquierdas. Entre ellos se encontraban algunos de los protagonistas de esta historia, que fueron paseados.
Especialmente trágico fue el fusilamiento de Santiago Otero que fue echado a la Ría. Tras ser devuelto a la playa por el mar, sus asesinos le llenaron el cuerpo de piedras y lo volvieron a fondear.